# Burschenklippe

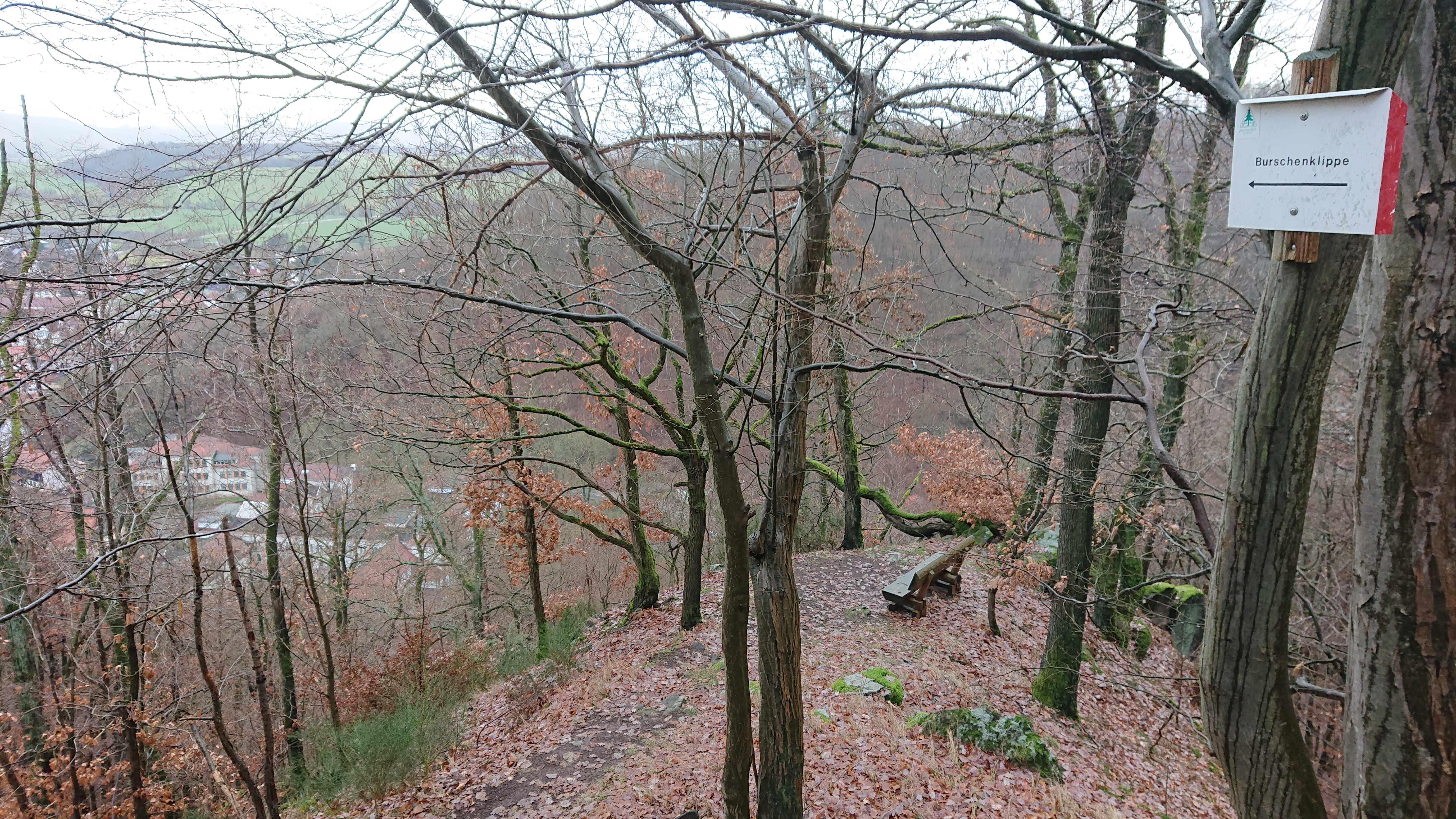
Burschenklippe bei Ilfeld (2022)

Die Burschenklippe ist ein markanter Felsen aus Porphyrit mit Aussicht nordöstlich von Ilfeld in der Gemeinde Harztor in Thüringen. Der unweit der Bundesstraße 4 gelegene Felsen liegt im Buchenwald und ermöglicht einen Ausblick auf den Ort, das Behretal und die Neanderklinik.